# Liste des épisodes de Digimon Tamers
Chronologie
Digimon Adventure 02
L'anime de cinquante et un épisodes, Digimon Tamers, produit en 2001 par Toei Animation, est la troisième saison adaptée de la franchise Digimon diffusée du 1er avril 2001 au 31 mars 2002, sur la chaîne de télévision Fuji TV au Japon. La série est réalisée par Yukio Kaizawa, écrite par Chiaki J. Konaka avec des chara-designs de Katsuyoshi Nakatsuru. Première itération à rompre la continuité scénaristique, de Adventure et Adventure 02, avec de nouveaux personnages et un nouvel environnement, l'histoire se base dans le monde actuel dans lequel les Digimon sont des créatures tirées d'un programme télévisé et d'un jeu de cartes à collectionner ; cependant, de nombreux enfants découvrent que ces créatures supposément fictives existent dans un digimonde parallèle en tentent même d'accéder au monde réel.
Digimon Tamers connaît un accueil mitigé des premiers spectateurs et la franchise Digimon fait face une érosion de popularité à partir de 2001,,. Au Japon, faute d'une audience suffisante, il est demandé de précipiter la production, le développement d'une nouvelle série indépendante est commandé en parallèle ; bien ces démarches pour faire remonter les audiences et les ventes,, Digimon connaît encore plusieurs échecs au Japon — en ventes, audiences et au box-office — et quitte l'antenne du diffuseur japonais en 2003 après sa quatrième itération ; ce n'est qu'en 2021, pour la première fois depuis 2002, que la fin d'une série Digimon est suivie par le début d'une autre,. Tamers est également accueillie d'une manière mitigée par les critiques et les fans de la série lors de sa première diffusion aux États-Unis, en septembre 2001 ; la diffusion de la série coïncide avec les attentats du 11 septembre, certaines scènes de la série sont analysées dans ce contexte.
En France, Digimon Tamers est diffusée en intégralité sur la chaine télévisée Fox Kids (France) du 31 août 2002 au 9 mars 2004, ; la chaîne devient Jetix à partir de février 2004, mais cela n'alterne pas les rediffusions de cette troisième saison, jusqu'en 2009. En Belgique, elle est diffusée sur la chaîne nationale Club RTL ; le dernier épisode ne connaît pas de diffusion sur cette chaine. La troisième saison n'est jamais diffusée ni au Canada, ni au Québec. Vingt ans plus tard, la version française intègre le catalogue à la demande de Anime Digital Network le 18 août 2020 et de Pluto TV (France), le 7 août 2022.
Initialement, Fox Kids (France) diffuse cette troisième saison en quotidienne dès la rentrée scolaire 2002, avec le lancement d'une gamme de jouets et d'un magazine dérivés, et de plusieurs publicités notamment diffusés sur TF1. Néanmoins en octobre 2002, Fox Kids stoppe la diffusion des inédits et relègue les rediffusions de cette troisième saison à une diffusion en hebdomadaire le samedi dès 2003. TF1 ne diffuse pas Digimon Tamers et ne renouvelle pas Digimon sur sa grille ; cette troisième saison fait les beaux jours de la nouvelle chaine du groupe TF1, Tfou TV, à partir de juin 2004 jusqu'en février 2008. Fox Kids, elle, rediffuse la deuxième saison en quotidienne et la reprise des inédits de cette troisième saison ne se fait qu'en janvier 2004. Le succès de Digimon s'estompe autant au Japon, qu'auprès des médias internationaux, et français avec l'arrêt de l'adaptation francophone,,. C'est plus tard, et après deux saisons non doublées — Digimon Frontier (2002) et Digimon Data Squad (2006) —, qu'un projet d'adaptation permet, à l'échelle internationale, l'importation de la sixième saison Digimon Fusion dans l'espace francophone en 2015.
Le doublage français est effectué par le studio SOFI depuis la version traduite (et remaniée) américaine. Également dérivé des épisodes de Digimon Tamers, vingt-deux chapitres dans le magazine homonyme traduit par Dino Entertainment, puis par Panini Comics France, à Issy-les-Moulineaux, sont commercialisés en France, à partir de septembre 2002 jusqu'en juillet 2004,.
Le compositeur de la version japonaise est Takanori Arisawa. Le générique de début est intitulé The Biggest Dreamer, par Koji Wada. Les deux génériques de fin chantés par Ai Maeda (crédité sous le nom d'AiM) sont My Tomorrow et Days ~Aijou to Nichijou~,. Le générique de la série en français s'intitule Digimon, interprété par Claude Vallois (C. et C. Vallois).

## Liste des épisodes
| No | Titre français                | Titre japonais                                  | Titre japonais                                            | Date de 1re diffusion              |
| No | Titre français                | Kanji                                           | Rōmaji                                                    | Date de 1re diffusion              |
| --- | ----------------------------- | ----------------------------------------------- | --------------------------------------------------------- | ---------------------------------- |
| 1 | La naissance de Guilmon       | ギルモン誕生!僕の考えたデジモン                 | Girumon Tanjō! Boku no Kangaeta Dejimon                   | 1er avril 2001 31 août 2002        |
| Calumon est attaqué par un digimon qui apparaîtrait apparemment dans le monde réel. Pendant ce temps, un jeune garçon nommé Takato trouve une mystérieuse carte bleue. Son obsession pour le jeu de cartes Digimon l'a conduit à créer lui-même son propre digimon, et lorsqu'il trouve un digivice, le digivice scanne le dessin de son digimon et le numérise en digi-œuf. Il rêve par la suite d'une étrange dompteuse (Rika), et son digi-œuf éclot. Il trouve son digimon qu'il a créé et nommé Guilmon, mais a peur d'être attaqué. |                               |                                                 |                                                           |                                    |
| 2 | Des digimons partout          | 君はぼくのともだち テリアモン登場!              | Kimi wa Boku no Tomodachi Teriamon Tōjō!                  | 8 avril 2001 31 août 2002          |
| Takato cache secrètement Guilmon dans sa maison et, pendant ce temps, Rika, une digi-dompteuse, et son digimon, Renamon, gagnent facilement face à un Goblimon. Takato laisse Guilmon seul le temps qu'il aille en cours, mais Guilmon le suit et cause du désordre dans l'école. Takato rencontre Henry et son digimon Terriermon et pense qu'il ne mérite pas d'avoir Guilmon. Alors qu'ils cherchent un endroit où cacher Guilmon, Takato et Guilmon sont attaqués par Renamon et Rika. |                               |                                                 |                                                           |                                    |
| 3 | Se battre ou ne pas se battre | レナモン対ギルモン!戦いこそがデジモンの命       | Renamon Tai Girumon! Tatakai Koso ga Dejimon no Inochi    | 15 avril 2001 1er septembre 2002   |
| Henry et Terriermon arrêtent le combat entre Guilmon et Renamon, et Takato trouve un endroit parfait pour cacher Guilmon. Guilmon et Renamon écourtent leur combat, et Terriermon se prépare à attaquer. Il se digivolve en Gargomon mais ne contrôle pas sa puissance et tente à blesser Rika. |                               |                                                 |                                                           |                                    |
| 4 | Passage de l'autre côté       | テイマーの試練!ゴリモンを倒せ!                  | Teimā no Shiren! Gorimon o Taose!                         | 22 avril 2001 2 septembre 2002     |
| Gargomon réussit à revenir à sa forme initiale de Terriermon et Henry s'en va tentant de trouver une solution pour détruire un digimon qui a émergé dans le monde réel. Il se souvient de la première fois qu'il a reçu son digivice. Le lendemain, ils s'engagent dans un combat contre Gorillamon, un digimon du cauchemar d'Henry. Après avoir vaincu Gorillamon, Henry ordonne à Terriermon de ne pas absorber les données de Gorillamon. |                               |                                                 |                                                           |                                    |
| 5 | Rêvons un peu                 | くるっくるーん!クルモンと遊ぼ!                  | Kurukkurūn! Kurumon to Asobo!                             | 29 avril 2001 3 septembre 2002     |
| Calumon regarde les enfants de l'école de Takato jouer au football et rêve d'être un grand joueur. Il convainc Guilmon de sortir de sa cachette pour jouer avec lui. Alors qu'ils sont à l'école, un portail numérique s'ouvre et un Vilemon les attaque. Rika et Renamon les sauvent et Rika pense toujours que les digimon ne sont qu'un tas de données créé pour combattre. |                               |                                                 |                                                           |                                    |
| 6 | Un problème d'équipe          | パートナーの意味 レナモン進化!                  | Pātonā no Imi, Renamon Shinka!                            | 6 mai 2001 7 septembre 2002        |
| Rika est déçue de sa mère et de Renamon qui n'arrive pas à se digivolver lors d'un combat contre Allomon et est, à la place, sauvée par Guilmon et Terriermon. Renamon rencontre Impmon, qui lui dit qu'elle n'a pas besoin de partenaire humain pour devenir plus fort. Un Dokugumon apparaît et blesse profondément Renamon. Rika tente de l'aider et Renamon se digivolve en Kyubimon et gagne face à Dokugumon en un coup. |                               |                                                 |                                                           |                                    |
| 7 | Un coup oui, un coup non      | ギルモンが危ない! ぼくの町の冒険                | Girumon ga Abunai! Boku no Machi no Bōken                 | 15 mai 2001 8 septembre 2002       |
| Inquiets de leur digimon, Henry et Rika rejoignent Takato dans sa quête pour sauver Guilmon sans l'aide de Terriermon ou de Renamon. |                               |                                                 |                                                           |                                    |
| 8 | Question de confiance         | ギルモン進化!西新宿大決戦                       | Girumon Shinka! Nishi Shinjuku Daikessen                  | 20 mai 2001 11 septembre 2002      |
| Impmon effraie un couple durant la nuit dans un park, mais Takato suspecte Guilmon de causer des problèmes. Impmon emmène Guilmon en dehors de sa cachette. Lorsque Guilmon revient, sans savoir ce qui vient de se passer, Takato pense qu'il a effrayé ce couple et devient furieux contre lui. Plus tard, Devidramon apparaît et combat Guilmon et Renamon refuse de joindre Guilmon dans le combat car c'est le sien. Takato pardonne Guilmon lorsqu'il sait qu'Impmon est celui qui a effrayé le couple, et Guilmon se digivolve en Growlmon puis détruit Devidramon. |                               |                                                 |                                                           |                                    |
| 9 | Un beau camouflage            | ギルモンに戻って!グラウモン騒動                 | Girumon ni Modotte! Guraumon Sōdō                         | 27 mai 2001 14 septembre 2002      |
| Après le combat face à Devidramon, Takato essaye de faire dé-digivolver Growlmon en Guilmon, mais rien ne se passe. Lorsqu'il commence à pleuvoir, Takato désespère de voir son vieil ami revenir un jour. Cependant, lorsque la pluie s'arrête, Growlmon redevient Guilmon pendant qu'il regarde un arc-en-ciel. |                               |                                                 |                                                           |                                    |
| 10 | Icemon à l'œuvre              | レナモンは友達!留姫の迷い                       | Renamon wa Tomodachi! Ruki no Mayoi                       | 3 juin 2001 15 septembre 2002      |
| Rika est suivie par quelque chose d'étrange et devient effrayée. IceDevimon capture Rika et lui offre la possibilité d'être son dompteur. Renamon se digivolve en Kyubimon mais ne réussit pas à l'arrêter. Guilmon joint le combat et détruit IceDevimon grâce à une brillante fusion de cartes de Takato. Après ça, Rika dit qu'elle haït les Digimon. |                               |                                                 |                                                           |                                    |
| 11 | Une nouvelle menace           | 新宿大ガード 1分30秒の対決                      | Shinjuku Dai Gādo Ippun-Sanjūbyou no Taiketsu!            | 10 juin 2001 18 septembre 2002     |
| Un Musyamon attaque Henry et Takato vient à leur aide. Lorsqu'une petite fille est en danger, Henry réagit et Terriermon se digivolve en Gargomon. Cette fois, Gargomon se contrôle lui-même et détruit Musyamon. Henry comprend qu'il existe certains combats qui sont inévitables. |                               |                                                 |                                                           |                                    |
| 12 | Incompréhension               | ルキとレナモン きずなの危機!                    | Ruki to Renamon Kizuna no Kiki!                           | 17 juin 2001 21 septembre 2002     |
| Rika et Renamon pensent qu'elles n'ont pas besoin l'une de l'autre. Renamon est attaquée par trois Flybeemon. Elle détruit ses ennemis. Plus tard, elle est attaquée par Harpymon, mais elle n'arrive pas à la vaincre. Renamon est sur le point de se faire tuer lorsque Rika écorche Harypymon, causant la digivolution de Renamon en Kyubimon. Kyubimon détruit Harpymon mais n'absorbe pas ses données. Kyubimon et Rika se réconcilient par la suite. |                               |                                                 |                                                           |                                    |
| 13 | Opération "coup de balai"     | デジモン捕獲指令!災いの予感                     | Dejimon Hokaku Shirei! Wazawai no Yokan                   | 24 juin 2001 22 septembre 2002     |
| Takato et Guilmon sont sur le point de détruire un digimon, (DarkLizardmon), lorsque Yamaki apparaît et le capture. De retour à la Hypnos, ils scannent les données du digimon, le détruisant et savent de quoi sont réellement constitués les Digimon. Yamaki prépare par la suite un programme qui exterminera tous les digimon du monde. |                               |                                                 |                                                           |                                    |
| 14 | Montée en puissance           | テイマーよ立て!メガログラウモン超進化           | Teimā yo Tate! Megaroguraumon Chō-Shinka                  | 1er juillet 2001 25 septembre 2002 |
| Un étrange digimon tigre de niveau ultime attaque les dompteurs. Cependant, il est trop fort pour Rika et Henry, Takato utilise sa carte bleue pour digivolver Growlmon en sa forme ultime : WarGrowlmon après avoir mentalement discuté avec Growlmon pendant que Growlmon lui informe qu'il mérite d'être son dompteur. WarGrowlmon tue facilement le tigre, Mihiramon. Aussi, Kazu, Kenta et Jeri assistent à son combat et sont impressionnés par la prouesse de Takato. Avant d'être tué, Mihiramon informe les dompteurs que d'autres digimon appelés les « devas » viendront le venger. |                               |                                                 |                                                           |                                    |
| 15 | Froid comme un serpent        | 巨大ヘビ出現!大江戸線大パニック                 | Kyodai Hebi Shutsugen! Ōedo-Sen Dai-Panikku               | 8 juillet 2001 28 septembre 2002   |
| Le deuxième devas digimon serpent attaque, laissant Rika et Henry le combattre de leurs propres moyens, jusqu'à ce qu'Impmon dit à Takato qu'il a besoin d'eux. Guilmon et Takato les rejoignent et Guilmon se digivolve en Growlmon. Après une courte bataille, Growlmon touche mortellement Sandiramon avec un puissant Pyro-Blaster, mais Sandiramon les avertit qu'ils devront faire face à d'autres devas bien plus puissants que lui qui viendront le venger. |                               |                                                 |                                                           |                                    |
| 16 | Retour à la nature            | 街の灯を守れ!デジモンたちの危険なキャンプ       | Machi no Akari o Mamore! Dejimon-tachi no Kiken na Kyampu | 15 juillet 2001 29 septembre 2002  |
| Pendant un voyage scolaire Takato, Henry, Guilmon, Terriermon et Calumon profite du bon temps. Même Impmon les rejoint et, malgré certaines remarques, s'amuse. Un soir, le troisième devas digimon oiseau, Sinduramon absorbe toute l'électricité. Gargomon et Growlmon le combattent et Growlmon le détruit en le balançant à l'eau ce qui fait que le devas s'électrocute lui-même jusqu'à ce que mort s'ensuive. |                               |                                                 |                                                           |                                    |
| 17 | De nouveaux adversaires       | ブルーカードを追え! ラピッドモン電光石火        | Burū-Kādo o Oe! Rapiddomon Denkōsekka                     | 29 juillet 2001 2 octobre 2002     |
| Deux autres devas taureau et mouton - Vajramon et Pajiramon - apparaissent. Gargomon, Renamon, et les devas digimon se battent et Gargomon se digivolve en Rapidmon. Rapidmon détruit Pajiramon, le devas mouton, mais Vajramon, réapparaît plus tard en secret et demande à Renamon de venir avec lui pour rencontrer son chef. À la fin, Henry découvre Terriermon est vivant. |                               |                                                 |                                                           |                                    |
| 18 | Beauté digitale               | 美しき進化! 月光に舞うタオモン                  | Utsukushiki Shinka! Gekkō ni Mau Taomon                   | 5 août 2001 5 octobre 2002         |
| Rika se dispute avec sa mère, ce qui fait quitter Rika pendant sa séance photo. Renamon parle avec Vajramon, mais celle-ci refuse de joindre la cause des devas. Kyuubimon se digivolve en Taomon et détruit Vajramon. |                               |                                                 |                                                           |                                    |
| 19 | Impmon à l'œuvre              | 強くなりたい! 這い上がれインプモン              | Tsuyoku Naritai! Haiagare Inpumon                         | 12 août 2001 6 octobre 2002        |
| Impmon dit qu'il déteste les humains. Les dompteurs combattent le nouveau devas cheval, Indramon, Impmon décide de combattre les dévas par lui-même. Il échoue et se fait presque tuer. |                               |                                                 |                                                           |                                    |
| 20 | Une précieuse victoire        | 切り札はこれだ!友情のブルーカード               | Kirifuda wa Kore da! Yūjō no Burū Kādo                    | 19 août 2001 9 octobre 2002        |
| Impmon est vaincu par Indramon. WarGrowlmon détruit facilement Indramon à l'aide de Kazu. |                               |                                                 |                                                           |                                    |
| 21 | La quête de Jeri              | 樹莉のパートナー !? 私のレオモン様              | Juri no Pātonā!? Watashi no Reomon-sama                   | 26 août 2001 12 octobre 2002       |
| Jeri et ses amis trouvent Takato, pendant qu'ils se cachent pour discuter sur les futurs digidompteurs qu'ils deviendront, Jeri balance sur le sol une impressionnante collection de cartes Digimon. Jeri rencontre Calumon et décide qu'elle et Calumon pourraient devenir partenaires. Calumon est évidemment surpis par le rêve de Jeri et, pendant ce temps, le Devas rat, Kumbhiramonn bioémerge dans le monde réel. Ils sont tous deux sauvés par Leomon et Jeri tombe amoureuse de ce guerrier solitaire. Leomon est effrayé à l'idée de devenir partenaire avec elle ; il fuit et se cache. Takato rencontre Leomon et Leomon confesse qu'il ne connait rien à propos des dompteurs et partenaires. Jeri revient et Leomon fuit de nouveau. Alors que Jeri le chasse Takato appelle Henry et Rika dans le parc. Kumbhiramon se montre de nouveau et Leomon et Gargomon le combattent. Jeri essaye d'utiliser une carte Digimon sur lui par le biais du digivice de Takato, mais cela échoue et Jeri devient déprimée. Leomon détruit le Deva et part avant que sa sympathie pour Jeri ne le fasse rester.. |                               |                                                 |                                                           |                                    |
| 22 | Un poids lourd                | ヴィカラーラモン登場 僕たちの街を守れ!          | Vikarāramon Tōjō Boku-tachi no Machi o Mamore!            | 2 septembre 2001 13 octobre 2002   |
| Le devas cochon, Vikaralamon, fait son apparition et cause de sacrés dégâts dans le monde réel. Yamaki, le voyant arriver, s'enfuit. Les digimon se digivolvent mais restent incapable d'arrêter Vikaralamon. |                               |                                                 |                                                           |                                    |
| 23 | Un monde déchiré              | デジモン総出撃!風に向かって進め                 | Dejimon Soushutsugeki! Kaze ni Mukatte Susume             | 9 septembre 2001 16 octobre 2002   |
| Le devas cochon cause de plus en plus de dégâts et la ville doit être évacuée. Une lumière trouve Impmon ruminant sa défaite précédente et lui offre la chance de devenir plus puissant. L'étrange garçon que les dompteurs voyaient courir se révèle être le Deva singe, Makuramon, et que Calumon est la clé de la digivolution. Pendant ce temps, les dompteurs, Taomon, WarGrowlmon et Rapidmon, continuent à affronter Vikaralamon sans peu de succès. Grâce à sa détermination, Takato fait gagner de la puissance à WarGrowlmon et finalement, détruit Vikaralamon grâce son Atomic Blaster. Malheureusement, peu après, Makuramon kidnappe Calumon et l'emmène dans le digimonde. Leomon surgit et tente de récupérer Calumon, mais il est blessé par plusieurs aiguilles luminescentes. Jeri reçoit un digivice et guérit Leomon. La Hypnos, cependant, est détruite. |                               |                                                 |                                                           |                                    |
| 24 | Derniers préparatifs          | デジタルワールドへ…旅立ちの日                   | Dejitaru Wārudo e… Tabidachi no Hi                        | 16 septembre 2001 19 octobre 2002  |
| Guilmon trouve un portail dans la cabane et les dompteurs tentent de révéler de nombreuses choses à leurs proches : Takato présente Guilmon à ses parents et bien que sa mère n'en croit pas ses yeux, son père montre de la sympathie envers lui et convainc sa mère de le toucher, Henry avoue la vérité à Suzie sur Terriermon en laisse un e-mail à son père, la grand-mère de Rika trouve accidentellement Renamon mais le prend bien et lui fait promettre de bien protéger Rika. Rika porte une robe pour faire plaisir à sa mère (quelque chose qu'elle hait faire) dans l'ordre de donner un peu de bonheur à sa mère avant de partir. Jeri emmène Leomon pour parler de lui à son père et Kazu et Kenta décident de se joindre à eux dans le but d'avoir leur propre partenaire digimon. Par la suite, d'autres révélations se font et les dompteurs ainsi que leurs amis traversent finalement le portail qui lie leur monde au digimonde. |                               |                                                 |                                                           |                                    |
| 25 | Un nouveau digimonde          | デジタルワールド突入!さらば僕たちの街           | Dejitaru Wārudo Totsunyū! Saraba Boku-tachi no Machi      | 23 septembre 2001 20 octobre 2002  |
| Une fois entré dans le digimonde, Rika aperçoit un satellite espérant que Calumon soit dedans, mais ce satellite était en fait un rocher. Juste après, Meramon attaque et le groupe se divise en deux : Takato, Guilmon, Henry, Terriermon, Jeri et Leomon dans un groupe et Rika, Renamon, Kazu et Kenta dans l'autre. Pendant ce temps, Calumon et Makuramon sont également séparés. |                               |                                                 |                                                           |                                    |
| 26 | Kazu et Kenta en action       | 小世界! 風の強い谷のジジモン・ババモン          | Shōsekai! Kaze no Tsuyoi Tani no Jijimon Babamon          | 30 septembre 2001 5 janvier 2004   |
| Alors qu'une tempête de données approche, le groupe - Kazu, Kenta, Rika et Renamon - trouvent un abri et celui-ci se trouve être la maison d'un couple de digimon, Jijimon et Babamon. Tandis qu'ils attendent que la tempête passe, les dompteurs restent dormir chez les deux digimon pendant que Kenta et Kazu rêvent d'être dompteurs. |                               |                                                 |                                                           |                                    |
| 27 | La moto folle                 | インプモン進化! 魔王ベルゼブモンの戦慄          | Inpumon Shinka! Maō Beruzebumon no Senritsu               | 7 octobre 2001 5 janvier 2004      |
| Takato et les autres atterrissent dans le village des Chuchidarumon (MudFrigimon) pendant qu'ils sont attaqués par une moto sans motard. Pendant ce temps, Impmon, à présent dans le digimonde, rencontre un Deva, Caturamon qui se dit pouvoir l'aider à se digivolver. La moto nommée Behemoth a possédé un Metalkoromon. Guilmon tente de le sortir et réussit mais est à son tour possédé. À la fin, Behemoth tombe dans une piscine de lave mais émerge une nouvelle fois avec, à son bord, Beelzemon comme motard. |                               |                                                 |                                                           |                                    |
| 28 | Pauvre Ryo                    | 敵か味方か!? 伝説のテイマー秋山リョウ           | Teki ka, Mikata ka!? Densetsu no Teimā Akiyama Ryō        | 14 octobre 2001 6 janvier 2004     |
| Le second groupe tombe dans une étrange dimension pleine d'horloges. Après avoir été attaqué par Megadramon, le groupe rencontre Ryo, le dompteur légendaire qui a battu Rika dans un tournoi de cartes. |                               |                                                 |                                                           |                                    |
| 29 | Goliath                       | ここは幽霊の城! 迷えるクルモン大脱出            | Koko wa Yūrei no Shiro! Mayoeru Kurumon Daidasshutsu      | 21 octobre 2001 8 janvier 2004     |
| Ryo est présenté à l'autre groupe. Pendant ce temps Rika, blessée et en colère, par ailleurs avec Renamon. Le groupe sait finalement où trouver Calumon mais rencontre le devas dragon, Majiramon. Cyberdramon détruit Majiramon et Ryo quitte le groupe. |                               |                                                 |                                                           |                                    |
| 30 | Un orage surprise             | デジタルワールドからの緊急連絡 クルモンが…      | Dejitaru Wārudo kara no Kikyū Renraku, Kurumon ga…        | 28 octobre 2001 9 janvier 2004     |
| Le groupe retourne dans le désert pour trouver Rika. Rika est presque noyée mais réussit à sauver Calumon de la noyade. Une inondation les poussent par la suite, avec Renamon, vers le désert mais Calumon fait se digivolver Renamon en Kyubimon et celle-ci les sauve. Ils se réunissent par la suite, et se retrouvent face à Beelzemon, et Kyuubimon se rend compte que c'est Impmon sous son autre apparence. Kyubimon se digivolve en Taomon et l'affronte, mais malheureusement le devas chien, Caturamon, se montre et capture Calumon. Grâce à l'attaque de Caturamon, Henry, Takato et Terriermon sont aspirés dans un tas de données pendant que les autres sont protégés par le bouclier de Taomon et Beelzemon fuit. |                               |                                                 |                                                           |                                    |
| 31 | Le progrès de Kazu            | ガードロモンとの友情 ! 僕も戦うテイマーヒロカズ | Gādoromon to no Yūjō! Boku mo Tatakau Teimā Hirokazu      | 4 novembre 2001 12 janvier 2004    |
| Le groupe rencontre Andromon tentant de battre Orochimon dans l'ordre de délivrer ses esclaves que sont les Gekomon. Andromon après avoir perdu certaines données se dé-digivolve en Guardromon et Orochimon kidnappe Jeri pour qu'elle lui sert des milkshakes jusqu'à la fin de ses jours. Kazu devient ami avec Guardromon après lui avoir sauvé la vie en demandant aux Gekomon de donner un peu de leur milkshake pour qu'il récupère quelques données. Le groupe retrouve Orochimon sans problème, mais il est trop fort pour Guilmon, Renamon, Leomon et Guardromon. Grâce à certains encouragements de Rika, Jeri arrive à digi-modifier Leomon avec sa carte LadyDevimon pour qu'il combatte Orochimon. Grâce à sa nouvelle amitié avec Guardromon, Kazu devient dompteur, ce qui choque tout le groupe. |                               |                                                 |                                                           |                                    |
| 32 | Smirumi explique              | ギルモン誕生の謎! 神秘なる水の宇宙              | Girumon Tanjō no Nazo! Shinpi Naru Uōtā Supēsu            | 10 novembre 2001 13 janvier 2004   |
| Takato, Henry et Terriermon apprennent la manière dont Guilmon est né. |                               |                                                 |                                                           |                                    |
| 33 | Le coup du lapin              | テリアモンはどこ ! 小春デジタルワールドへ       | Teriamon wa Doko! Shiuchon Dejitaru Wārudo e              | 18 novembre 2001 15 janvier 2004   |
| Suzie, la petite sœur d'Henry, arrive malencontreusement dans le digimonde et se lie d'amitié avec le devas lapin, Antylamon. Lorsque Takato et Henry la rejoignent, elle est attaquée par Makuramon, mais Antylamon la défend. Comme punition, Antylamon se dé-digivolve en Lopmon, mais celle-ci devient la partenaire de Suzie. |                               |                                                 |                                                           |                                    |
| 34 | Cœur de lionne                | 心優しき勇者レオモン死す!                       | Kokoro Yasashiki Yūsha Reomon Shisu!                      | 25 novembre 2001 16 janvier 2004   |
| Alors que le groupe est de nouveau réunit, il est rapidement attaqué par Beelzemon. Cependant, Leomon est tué par Beelzemon et Takato, fou de rage, force Guilmon à se digivolver - seulement, rien ne se passe comme prévu. |                               |                                                 |                                                           |                                    |
| 35 | Takato se fâche               | その名はデュークモン!真なる究極進化             | Sono Na wa Dyūkumon! Shin Naru Kyūkyoku Shinka            | 2 décembre 2001 19 janvier 2004    |
| Guilmon se digivolve en Megidramon. Megidramon combat Beelzemon et tente de le tuer, mais Makuramon vient affronter Beelzemon sur sa digivolution qu'il juge inutile. Beelzemon tue Makuramon. Il frappe Megidramon sur son point faible, le torse. Megidramon se dé-digivolve en Guilmon. Takato part dans une profonde tristesse et réaffirme son amitié à son partenaire digimon. Après avoir fait le souhait de vouloir combattre, Takato et Guilmon bioémergent pour devenir Gallantmon. |                               |                                                 |                                                           |                                    |
| 36 | Un terrible combat            | 決戦!デュークモン対ベルゼブモン                 | Kessen! Dyūkumon Tai Beruzebumon                          | 9 décembre 2001 20 janvier 2004    |
| Gallantmon affronte Beelzemon dans un combat face-à-face. Durant le combat, Gallantmon détruit Behemoth et sauve Kazu et Kenta les faisant réaliser que Takato a bioémergé avec Guilmon. Pendant ce temps, le Souverain envoie le devas Caturamon pour détruire Lopmon à cause de sa trahison. Caturamon part pour tuer Suzie et Lopmon, mais Terriermon prend le coup, les sauvant d'une blessure mortelle. Avant que Caturamon n'attaque une nouvelle fois, Gallantmon le détruit, tuant le dernier Deva, mais Beelzemon absorbe ses données qui le rendent plus fort. Beelzemon prend l'avantage sur Gallantmon et tente de le tuer, mais Guardromon et Kazu interviennent et font gagner du temps à Gallantmon. Belzeemon est finalement battu par Gallantmon. Gallantmon partait pour le tuer, mais Jeri l'arrête disant que ça ne fera pas revenir Leomon. Beelzemon se souvient de ses propres dompteurs et part regrettant ses actions. |                               |                                                 |                                                           |                                    |
| 37 | On n'est jamais seul          | 対決スーツェーモン ! セントガルゴモン究極進化   | Taiketsu Sūtsēmon! Sentogarugomon Kyūkyoku Shinka         | 16 décembre 2001 22 janvier 2004   |
| L'équipe rencontre Zhuqiaomon le souverain digimon. WarGrowlmon, Rapidmon et Taomon l'affrontent mais ne sont pas de taille. Lopmon tente de les aider en convainquant Zhuqiaomon d'arrêter mais échoue et part pour se faire tuer, mais WarGrowlmon la protège. Ses pleurs invoquent Suzie (qui était supposé être surveillé par Guardromon mais il a mal compris les ordres). Rapidmon est vaincu et se dé-digivolve en Terriermon. La détermination d'Henry fait se digivolver Terriermon en MegaGargomon guérissant les blessures de Terriermon. MegaGargomon bat et détruit apparemment Zhuqiaomon et sa forteresse. Malheureusement, Zhuqiaomon a survécu et revient se venger. |                               |                                                 |                                                           |                                    |
| 38 | La grande explication         | 動き出した真の敵 ! 四聖獣の戦い                 | Ugoki-dashita Shin no Teki! Shiseijū no Tatakai           | 23 décembre 2001 23 janvier 2004   |
| Zhuqiaomon tente de convaincre Lopmon de revenir à ses côtés, mais lorsque celle-ci refuse, ils les attaquent. Taomon les protège jusqu'à ce qu'un autre Souverain, Azulongmon, apparaisse. Zhuqiaomon le combat Guilmon et Terriermon le rejoignent mais sont presque tués. Takato saute du bouclier de Taomon pour les aider et Guilmon et Takato se digivolvent en Gallantmon. Azulongmon laisse combattre Gallantmon pour voir quelle est la véritable puissance de la digivolution entre humain et digimon. Azulongmon convainc peu après Zhuqiamon d'arrêter leur combat inutile pour se focaliser sur le véritable ennemi, le Système d'Éradication. |                               |                                                 |                                                           |                                    |
| 39 | Le chaos s'installe           | 舞い散る究極の花!サクヤモン進化                 | Maichiru Kyūkyoku no Hana! Sakuyamon Shinka               | 30 décembre 2001 26 janvier 2004   |
| Sakuyamon se forme lorsque Rika bioémerge avec Renamon pendant qu'elles tentent de sauver Calumon du Système d'Éradication. |                               |                                                 |                                                           |                                    |
| 40 | L'arche de Janyu              | 進化の輝き シャイニング・エボリューション       | Shinka no Kagayaki, Shainingu Eboryūshon                  | 6 janvier 2002 27 janvier 2004     |
| Calumon aide les digimon du monde numérique à se digivolver en leur niveau méga pour combattre leur véritable ennemi, le Système d'Éradication. Pendant ce temps, Kenta rencontre un MarineAngemon. Azulongmon envoie les dompteurs dans le désert pour qu'ils rentrent chez eux pendant que Zhuqiaomon est toujours autant dégoûté du choix des dompteurs, mais il décide de respecter leur choix. |                               |                                                 |                                                           |                                    |
| 41 | Un triste retour              | 帰還 リアル・ワールドへ!                        | Kikan Riaru Wārudo e!                                     | 13 janvier 2002 29 janvier 2004    |
| Yamaki contacte les dompteurs et doit trouver une solution pour les ramener du digimonde au monde réel. Il fait appel à l'équipe et construisent ce qu'ils appellent une arche. Cet arche était faite à partir de données de digimon. Rika et Renamon sauvent par la suite Impmon et reviennent juste à temps lorsque l'Arche est réparé grâce à Ryo et Cyberdramon. Après quelques périples, les dompteurs reviennent enfin dans leur monde. Le partenaire digimon de Kenta sort de sa poche avec un digivice. MarineAngemon est maintenant le partenaire de Kenta. Jeri, elle, agit étrangement. Impmon ne se pardonne pas ce qu'il a fait à Leomon. |                               |                                                 |                                                           |                                    |
| 42 | Des retrouvailles agitées     | デ・リーパに襲われた街                          | De Rīpa ni Osowareta Machi                                | 19 janvier 2002 30 janvier 2004    |
| Les dompteurs retournent dans le monde réel. Takato découvre que les parents de Jeri ne viennent pas à elle. Il prend la responsabilité de la ramener chez elle. Sur le chemin du retour, Jeri continue d'agir bizarrement. Takato tente de lui avouer qu'il a un faible pour elle, mais elle ne répond pas à ça. Takato laisse Jeri à la garde de ses parents avec, en compagnie, Calumon. Le père de Jeri est très en colère contre elle. Takato écoute les informations télévisées sur le Système d'Éradication qui a atteint le monde réel. Takato, Henry et Rika décident de l'arrêter et prennent rendez-vous dans un pont qui mène au parc de Shinjuku. |                               |                                                 |                                                           |                                    |
| 43 | Le grand jour de Beelzemon    | つながる心・復活のベルゼブモン                  | Tsunagaru Kokoro, Fukkatsu no Beruzebumon                 | 27 janvier 2002 2 février 2004     |
| Takato, Rika et Henry se réunissent pour combattre le Système d'Éradication mais ils échouent car ils ne peuvent pas bioémerger, manque de données dans le monde réel. Impmon revoit ses anciens dompteurs Ai et Mako. Ils sont contents de le revoir. Lorsqu'Impmon voit les dompteurs combattre le Système d'Éradication à la TV, il décide d'aller les aider bien qu'il ne soit pas certain de pouvoir de digivolver de nouveau. Ai lui donne un bisou et Mako lui donne un jouet en forme de pistolet pour l'aider. La détermination de Impmon l'aide à se digivolver de nouveau en Beelzemon... et le jouet de Mako devient une véritable arme. Beelzemon affaiblit l'un des sous-fifres du Système d'Éradication et permet à WarGrowlmon, Rapidmon et Taomon de le détruire. Les dompteurs acceptent ensuite l'aide de Beelzemon. Takato aperçoit Jeri agir bizarrement dans le coin. |                               |                                                 |                                                           |                                    |
| 44 | Le messager                   | 謎の少女! 奇跡を運ぶドーベルモン                | Nazo no Shōjo! Kiseki o Hakobu Dōberumon                  | 3 février 2002 3 février 2004      |
| Une mystérieuse fille et son digimon Dobermon arrivent. Ils sont envoyés par Azulongmon pour permettre la bio-digivolution entre les dompteurs et leurs digimon. Dobermon est celui qui transporte ces données et se sacrifie. Quasiment tout le Système d'Éradication est dans le monde réel et il ne tient qu'à eux de l'arrêter. |                               |                                                 |                                                           |                                    |
| 45 | Une attaque sournoise         | デ·リーパーに立ち向かえ ゾーン突入!             | De Rīpā ni Tachimukae Zōn Totsunyū!                       | 17 février 2002 5 février 2004     |
| Pendant le combat, Gallantmon tombe dans le Système d'Éradication et se dé-digivolve. Il y rencontre Jeri, mais celle-ci fait partie du Système d'Éradication. Lopmon demande à Suzie de l'aider à se digivolver en Antylamon pour aller les aider. Calumon demande l'aide d'Impmon pour délivrer Jeri de l'emprise du Système d'Éradication. Impmon, se sentant toujours coupable d'avoir tué Leomon, se joint à lui. Calumon sait que Jeri est dans le cœur du Système d'Éradication. |                               |                                                 |                                                           |                                    |
| 46 | Bravo Justimon                | 爽やかな究極戦士 ジャスティモン見参!            | Sawayaka na Kyūkyoku Senshi Jasutimon Kenzan!             | 24 février 2002 6 février 2004     |
| Ryo et Cyberdromon se sont bio-digivolvé pour former Justimon et les aider. Alors que MegaGargomon et Sakuyamon partent aider Takato et Guilmon, Justimon et Guardromon se bat contre un autre agent du Système d'Éradication. Justimon est presque tué avant l'arrivée d'Antylamon qui retient l'agent, permettant à Justimon de le détruire. Pour la remercier de son aide, Ryo donne à Suzie une carte. |                               |                                                 |                                                           |                                    |
| 47 | Une monture de choix          | デュークモンを救え!グラニ緊急発進               | Dyūkumon o Sukue! Gurani Kinkyūhasshin                    | 3 mars 2002 7 février 2004         |
| Calumon retrouve Jeri dans le Système d'Éradication. Elle ouvre les yeux mais ne répond pas à Calumon. Pendant ce temps, Takato essaye de convaincre Mr. Katou (le père de Jeri) d'être conciliant avec sa fille. Yamaki crée un modèle plus complexe de l'Arche et le nomme "Grani" pour Gallantmon. Jeri se souvient lorsque sa mère est morte et commence à murmurer, effrayant Calumon. Lorsqu'un nouvel agent s'amène, Mr. Katou va vers lui et le supplie de lui rendre sa fille, mais il est presque tué. Justimon et Guardromon réussissent à le détruire, mais un agent encore plus puissant arrive. Grani parvient finalement à Gallantmon et détruisent ensemble le nouvel agent. |                               |                                                 |                                                           |                                    |
| 48 | L'ombre de Léomon             | 樹莉を守る力、ベルゼブモンの拳                  | Juri o Mamoru Chikara, Beruzebumon no Ken                 | 17 mars 2002 7 février 2004        |
| Grani est pleinement développé. Calumon essaye de réveiller Jeri. Beelzemon, libéré par le Système d'Éradication, essaye de briser le cœur du Système d'Éradication mais sans aucun résultat. Gallantmon le rejoint et utilise Grani pour détruire le Système d'Éradication. Kazu et Kenta sont presque tués, mais sont sauvés par Antylamon. Beelzemon utilise l'attaque de Leomon pour libérer Jeri. Celle-ci réveillée s'aperçoit que Beelzemon vient la sauver. |                               |                                                 |                                                           |                                    |
| 49 | La grande frayeur             | 首都壊滅!クルモンの願い                         | Shuto Kaimetsu! Kurumon no Negai                          | 17 mars 2002 8 février 2004        |
| Jeri essaye de se tirer de la sphère dans laquelle elle est piégée. Des missiles sont lancés sur le Système d'Éradication, mais celui-ci grandit grâce aux émotions négatives de Jeri. Grani sauve Impmon, mais il est sérieusement blessé par l'attaque du Système d'Éradication. L'amplification du Système d'Éradication force les dompteurs à se replier. Rika et Takato rejoignent leurs familles tandis qu'Henry reste avec son père. Les Créateurs de Monstres ont un nouveau plan et Henry appelle Rika et Takato. |                               |                                                 |                                                           |                                    |
| 50 | Jeri se réveille              | 真紅の騎士デュークモン 愛するものたちを救え!    | Shinku no Kishi Dukemon Aisuru Mono-tachi o Sukue!        | 24 mars 2002 8 mars 2004           |
| Les dompteurs entrent dans le Système d'Éradication pour combattre et sauver Jeri. À la Hypnos, tout le monde travaille sur le nouveau plan. Sakuyamon détruit les agents et libère Jeri. La propre détermination de Jeri encouragée par Calumon aide la sphère à se craquer. Des policiers attaqués par un agent Système d'Éradication sont sauvés par Kazu, Kenta, Guardromon et MarineAngemon. Impmon, Ai et Mako fuient la ville en bus, mais Impmon est sérieusement blessé et ils ne savent pas s'il va survivre. Plus tard, Gallantmon devient Gallantmon Mode Crimson. |                               |                                                 |                                                           |                                    |
| 51 | Un si doux chagrin            | 夢見る力こそ 僕らの未来                         | Yume Miru Chikara Koso Bokura no Mirai                    | 31 mars 2002 9 mars 2004           |
| Gallantmon semble avoir l'avantage sur le Système d'Éradication. Pendant ce temps, les autres s'affaiblissent. Sakuyamon donne le restant de ses forces à Justimon. Les souverains digimon apparaissent soudainement. Finalement, les dompteurs réussissent à vaincre le Système d'Éradication. Les digimon des dompteurs se dé-digivolvent en leur niveau entrainement et sont forcés de revenir dans le digimonde. Avant de partir, Impmon demande le pardon de Jeri pour avoir tué Leomon et elle le pardonne à sa grande surprise. Épilogue – Takato retrouve un accès au digimonde depuis la vieille cabane dans laquelle il cachait Guilmon. |                               |                                                 |                                                           |                                    |

## DVD

### Édition japonaise
Toei Video, le distributeur de la branche Toei Animation, a commercialisé un total de 12 volumes de DVD de Digimon Tamers au Japon entre le 21 janvier et le 2 décembre 2002. La série a également été commercialisée en une série de 9 disques, le 25 avril 2007.
| DVD Toei Video | DVD Toei Video  | DVD Toei Video | DVD Toei Video | DVD Toei Video | DVD Toei Video    | DVD Toei Video | DVD Toei Video | DVD Toei Video |
| Volume         | Parution        | Disques        | Épisodes       |                | Volume            | Parution       | Disques        | Épisodes       |
| -------------- | --------------- | -------------- | -------------- | -------------- | ----------------- | -------------- | -------------- | -------------- |
| 1              | 21 janvier 2002 | 1              | 4              | 7              | 21 juillet 2002   | 1              | 4              |                |
| 2              | 21 février 2002 | 1              | 4              | 8              | 9 août 2002       | 1              | 4              |                |
| 3              | 21 mars 2002    | 1              | 4              | 9              | 21 septembre 2002 | 1              | 4              |                |
| 4              | 21 avril 2002   | 1              | 4              | 10             | 21 octobre 2002   | 1              | 5              |                |
| 5              | 21 mai 2002     | 1              | 4              | 11             | 21 novembre 2002  | 1              | 5              |                |
| 6              | 21 juin 2002    | 1              | 4              | 12             | 6 décembre 2002   | 1              | 5              |                |

### Édition française
La version française des cinq premiers épisodes sortent en physique dans le cinquième coffret de la série Digimon le 11 mai 2010, contenant les épisodes 6 à 28 le 11 octobre 2010 et dans le septième coffret contenant les épisodes 29 à 51 le 11 janvier 2011.